# پاولوویتسه و کویتینا
پاولوویتسه و کویتینا (به چکی: Pavlovice u Kojetína) یک منطقهٔ مسکونی در جمهوری چک است که در ناحیه پروستییوو واقع شده‌است. پاولوویتسه و کویتینا ۵٫۲۱ کیلومتر مربع مساحت و ۲۹۹ نفر جمعیت دارد و ۲۵۷ متر بالاتر از سطح دریا واقع شده‌است.